# Predikherengat

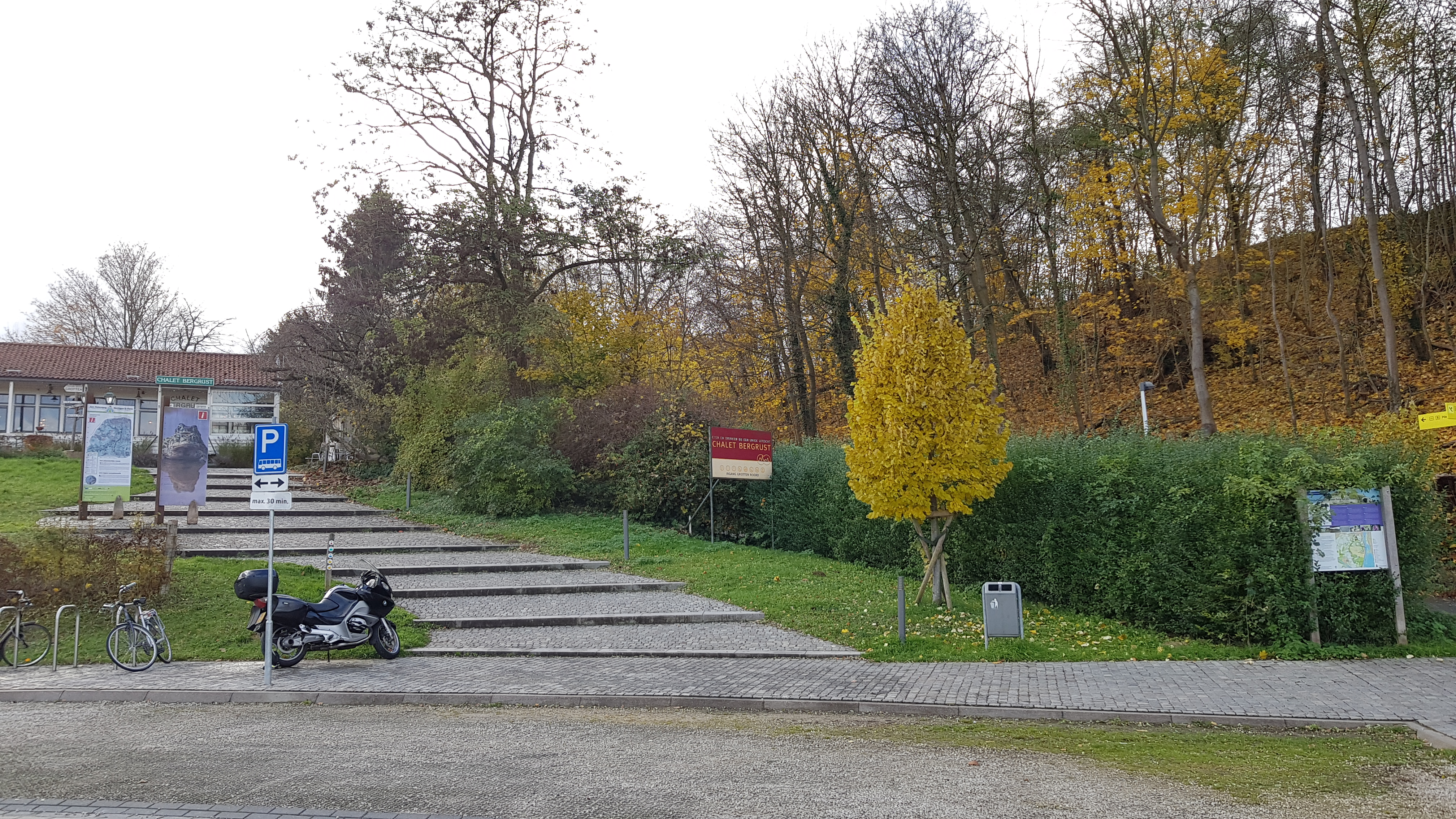
locatie van het Predikherengat anno 2019

Het Predikherengat of Predikhereningang was een ingang van het Noordelijk Gangenstelsel van de Sint-Pietersberg in Nederlands Zuid-Limburg in de gemeente Maastricht. De ingang lag op ongeveer 30 meter ten noorden van Chalet Bergrust aan de Luikerweg, nabij het Oog van Sint Pieter, in de noordoostelijke berghelling in de overgang naar het Maasdal.

## Geschiedenis
Uit onderzoek naar de graafrichtingen is gebleken dat het Noordelijk Gangenstelsel vanuit de Grote Ingang werd ontgonnen en dat de ingangen Predikherengat en Ganzendriestunnel later pas zijn aangelegd toen het grootste gedeelte van het Noordelijk Gangenstelsel al ontgonnen was. Vanuit het Predikherengat en Ganzendries (aanleg 16e eeuw) werd het gebied van het (hedendaagse) instortingsgebied tussen Noord en Zonneberg ontgonnen door blokbrekers. Zowel het Predikherengat als Ganzendries sluiten aan op de ondergrondse karreweg die door het Noordelijke Gangenstelsel loopt.
Het Noordelijk gangenstelsel lag destijds onder zowel gemeentegronden (waar inwoners hun vee konden beweiden en voor eigen gebruik mergel konden winnen) als onder private gronden. De toegang tot het gedeelte van de gangen onder de gemeentegronden was via de Grote Ingang aan de Mergelweg. Er was in die tijd een andere (private) ingang tot het Noordelijk Gangenstelsel via het Predikherengat aan de Haelstraat (tegenwoordige Luikerweg) die op hetzelfde perceel lag als de latere Ganzendriestunnel. Het Predikherengat zou op enig moment onbruikbaar zijn geworden doordat deze deels was "ingevallen" en ter vervanging zou de Ganzendriestunnel aangelegd zijn. De Ganzendriestunnel werd in 1554 aangelegd, het Predikherengat moet dus van eerdere datum zijn geweest.
In 1819 schreef Jean-Baptiste Bory de Saint-Vincent dat de oude ingang herontdekt werd door een instorting.
In zowel 1992 als in november 2003 vond er nabij Chalet Bergrust een waterleidingbreuk plaats waarbij een groot gat ontstond. Om de ondergrond te stabiliseren heeft men een aanzienlijk gedeelte van de gangen in de omgeving opgevuld met het vulmiddel Dämmer. Daarbij werd ook het gedeelte ondergronds met sporen van het Predikherengat opgevuld en onbereikbaar gemaakt. Eveneens kan men sindsdien niet meer ondergronds bij het Fort Sint Pieter komen.